# 张晓仑
张晓仑（1964年8月—），男，汉族，河北遵化人，中华人民共和国政治人物。现任中国机械工业集团有限公司董事长、党委书记。第十四届全国政协委员。